# Jorge Alberti
Jorge Alberti (Buenos Aires, 18 maggio 1912 – 1985) è stato un calciatore argentino, di ruolo difensore.

## Carriera

### Club
Ha sempre giocato nel campionato argentino, non riuscendo mai a conquistarlo.

### Nazionale
Ha collezionato 23 presenze con la maglia della Nazionale.

## Palmarès

### Club

#### Competizioni nazionali
- Copa de Competencia Británica George VI: 1

Huracan: 1944

### Nazionale
- Campeonato Sudamericano de Football: 1

Cile 1941